# William Maxwell, 3. Baronet (of Monreith)
Sir William Maxwell, 3. Baronet (* um 1715 auf Myrton Castle; † 22. August 1771 in Edinburgh) war ein schottisch-britischer Adliger und Großgrundbesitzer.
Er war der älteste Sohn des Unterhausabgeordneten Sir Alexander Maxwell, 2. Baronet, aus dessen Ehe mit Lady Jean Montgomerie, Tochter des Alexander Montgomerie, 9. Earl of Eglinton. Er wurde auf seinem Familiensitz Myrton Castle in Monreith bei Mochrum in Wigtownshire geboren. Beim Tod seines Vaters am 23. Mai 1730 erbte er dessen Ländereien sowie den Titel eines Baronet, of Monreith in the County of Wigtown, der am 8. Januar 1681 in der Baronetage of Nova Scotia seinem gleichnamigen Großvater verliehen worden war.
Um 1746 heiratete er Magdalen Blair († 1765), Tochter des William Scott, of Blair in Ayrshire. Mit ihr hatte er zwei Söhne und drei Töchter:
- Sir William Maxwell, 4. Baronet († 1812) ⚭ Katharine Blair;
- Catharine Maxwell ⚭ John Fordyce, of Ayton (1735–1809);
- Jane Maxwell (um 1748–1812) ⚭ Alexander Gordon, 4. Duke of Gordon (1743–1827);
- William Maxwell (um 1751–1812);
- Eglintoun Maxwell (um 1754–1803) ⚭ Sir Thomas Dunlop-Wallace (1750–1835).